# Murzuch
Múrzuq (àrab: مرزق, Murzuq) és una ciutat i xabiyya (districte) al sud-oest de Líbia. Es troba a 120 km al sud de Sabah.

## Geografia
Murzuk, propera a Dulaym i a Tasawahm, té frontera amb les següents xabiyyes:
- Ghat - oest
- Wadi Al Hayaa - nord-oest, oest de Sabha
- Sabha - nord-oest, est de Wadi Al Hayaa
- Al-Jufrah - nord
- Al-Kufrah - est

Al sud-est fa frontera amb la regió de Borku-Ennedi-Tibesti, al Txad, i al sud-oest amb el departament d'Agadès, al Níger. El límit nord fou modificat en la reorganització administrativa del 2007.
Entre les ciutats de la xabiyya cal citar: 
- Al-Qatrun, oasi i encreuament de camins
- Al-Uwaynat (Sardalis), oasi i encreuament de camins
- Al-Wigh, oasis
- Murzuq, centre administratiu
- Qawat, oasi i encreuament de camins
- Tajarhi, oasi i encreuament de camins

## Districte
Té una superfície de 349.790 km², similar a la d'Alemanya (357.000 km²). Tot i que en termes generals el districte es manté sense grans canvis, ha patit retocs en els darrers anys:

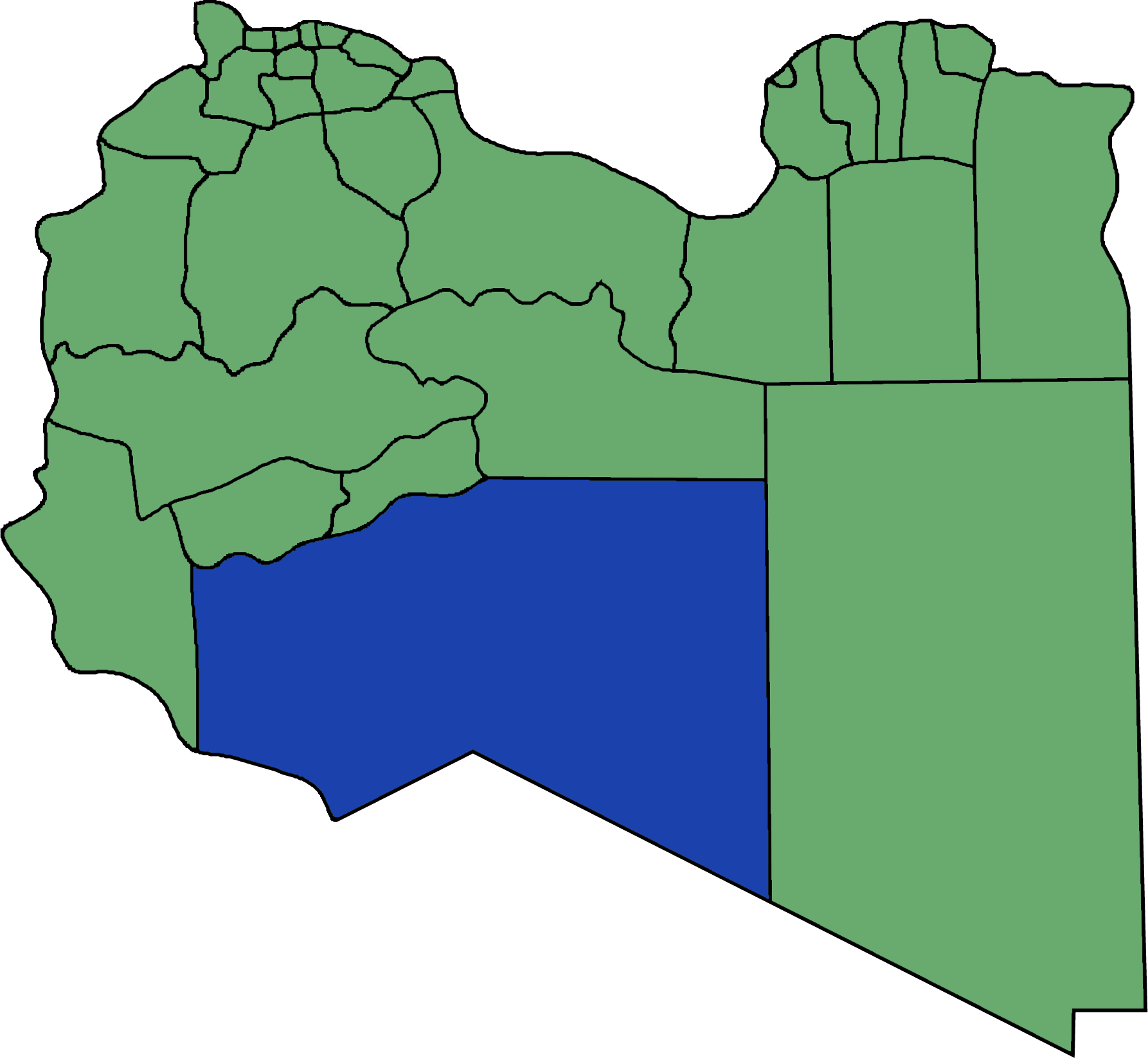
2001-2007
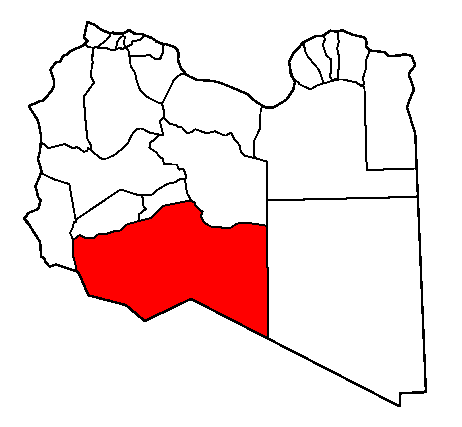
Des de 2007

## Història
Forma part del territori dels garamants dels quals la capital Garama era a uns 100 km al nord-est de Murzuk.
La ciutat, vora el nord de l'anomenat "mar de sorra", es va desenvolupar després de la fundació el 1310 d'un fort, ara en ruïnes, fundat per Sidi l-Muntasir al-Muhammad. L'aigua per la població i el palmerar estava garantida per les capes freàtiques poc fondes alimentades pel uadi Hufra. Fou tradicional escala de la ruta transsahariana cap al Txad. El fort fou important i fins i tot se'l va arribar a anomenar com el "París del Sàhara". Fou ocupat pels otomans el 1578 i fou després la capital del Fezzan. Els quarters de la tropa otomana estaven al nord-oest de la ciutat que estava emmurallada i gaudia també de mesquita (amb un minaret troncònic notable) i mercat diari. La mesquita era al carrer principal de la ciutat que anava del sud-est al nord-oest, entre la porta Bab al-Kabir (la principal de les tres de la ciutat) i el fort. Heinrich Barth la va visitar el 1851 i Gustav Nachtigal el 1869.
El otomans van haver de cedir Líbia als italians el 1912. Tanmateix Murzuk no fou ocupada pels italians fins al 1914. Llavors tenia uns 800 habitants i estava en decadència a causa de l'adveniment del transport modern. L'ocupació italiana degué ser beneficiosa per la ciutat perquè el 1920 els britànics calculaven la seva població en una xifra entre 3.500 i 7.000 habitants. Va créixer regularment i especialment després de la independència. A final dels anys setanta fou elevada a municipalitat (baladiyah) i esdevingué centre administratiu del sud del país. Després de la revolució del 1969, els anys setanta es van crear a l'est de la població unes granges model en terrenys posats en valor per l'estat. El 1981 tenia 6.290 habitants amb 1.007 cases, que ja havien superat les muralles. El 1984 el cens del districte donava 42.294 habitants. En aquest temps es va trobar petroli a la regió.

## Nota
1. ↑  «Múrzuq». Nomenclàtor mundial.  Institut d'Estudis Catalans, 2022. [Consulta: 8 agost 2025].
2. ↑  vers 1983 a Statoids